# Красавские Дворики
Красавские Дворики — упразднённая деревня в Турковском районе Саратовской области. Входит в состав Перевесинского сельского поселения.

## География
Находится примерно в 33 км к северу от районного центра, посёлка Турки.

## Население
| 2002 | 2010 |
| ---- | ---- |
| 0    | →0   |

## История
В начале XX века деревня Красавские Дворики входила в состав Макаровской волости Балашовского уезда. Тогда в деревне действовала церковно-приходская школа.
Упразднена в 2016 году.